# جاستین ترودو
جاستین پیر جیمز ترودو (به فرانسوی: Justin Pierre James Trudeau) (زادهٔ ۲۵ دسامبر ۱۹۷۱) سیاستمدار کانادایی است که از سال ۲۰۱۵ تا سال ۲۰۲۵ به عنوان بیست و سومین نخست‌وزیر کانادا خدمت می‌کرد و رهبر حزب لیبرال کانادا بود. 
او فرزند بزرگ پانزدهمین نخست‌وزیر کانادا، پیر ترودو و مارگارت ترودو است. وی در سال ۲۰۰۸ از حوزهٔ انتخاباتی پپینو در استان کبک به عضویت مجلس عوام کانادا درآمد و در سال ۲۰۱۳ به رهبری حزب لیبرال کانادا برگزیده شد.
ترودو پس از رهبری حزب لیبرال در انتخابات سال ۲۰۱۵ و پیروزی این حزب با اکثریت آرا نخست‌وزیر کانادا شد. ترودو در انتخابات سال ۲۰۱۹ مجدداً به سمت نخست‌وزیری کانادا انتخاب شد. جاستین ترودو، نخست‌وزیر کانادا، با توجه به مخالفت‌های انجام شده از سوی هم حزبی‌هایش و شکست در انتخابات‌های داخلی روز دوشنبه ۱۷ دی ۱۴۰۳ در یک نشست خبری در اوتاوا اعلام کرد که از رهبری حزب لیبرال و نخست‌وزیری کانادا کناره‌گیری می‌کند. از ۹ مارس ۲۰۲۵ مارک کارنی به عنوان رهبر جدید حزب لیبرال انتخاب شده است و از ۱۴ مارس ۲۰۲۵ به عنوان نخست‌وزیر جدید کانادا انتخاب شده است.

## زندگی

### اوایل زندگی و تحصیل
ترودو بزرگ‌ترین فرزند پیر الیوت ترودو نخست‌وزیر کانادا و مارگارت ترودو (سینکلر) در روز کریسمس ۱۹۷۱ در اتاوا به دنیا آمد. از همان ابتدای زندگی به واسطهٔ شغل پدر سفرهای زیادی را به همراه خانواده به مناطق مختلف جهان داشت. در سال ۱۹۷۷ زمانی که ۶ سال داشت پدر و مادرش از یکدیگر جدا شدند؛ طلاقی که او علتش را ۳۰ سال اختلاف سنی پدر و مادرش می‌داند.
پس از اخذ مدرک کارشناسی در رشتهٔ ادبیات از دانشگاه مک‌گیل، او به همراه تعدادی از دوستانش سفر یک‌ساله‌ای به دور جهان را شروع کرد. پس از پایان سفر به مک‌گیل بازگشت و تحصیل در رشتهٔ آموزش را شروع کرد. پس از دو سال ترجیح داد تحصیلش را در دانشگاه بریتیش کلمبیا دنبال کند، بنابراین به ونکوور نقل مکان کرد و در سال ۱۹۹۸ فارغ‌التحصیل شد. در خلال سال‌های ۱۹۹۹ تا ۲۰۰۲ به آموختن چند رشته و موضوع از جمله نمایش، زبان فرانسوی، مطالعات اجتماعی و ریاضیات پرداخت.

### آموزگاری
ترودو پس از اتمام تحصیل، چند مدتی را در ونکوور به آموزگاری پرداخت. او در آکادمی وست‌پوینت گری و دبیرستان وینستون چرچیل دروس اجتماعی و فرانسوی تدریس می‌کرد. زمان اقامت جاستین ترودو در ونکوور مصادف با دو اتفاق تلخ در زندگیش بود. در سال ۱۹۹۸ برادرش را در حادثهٔ سقوط بهمن از دست داد و در سال ۲۰۰۰ پدرش در اثر بیماری سرطان پروستات درگذشت. این حوادث و به ویژه سخنانش در مراسم تشییع جنازه پدر، باعث شد مجدداً تحت توجه رسانه‌ها و افکار عمومی قرار بگیرد.

### زندگی شخصی

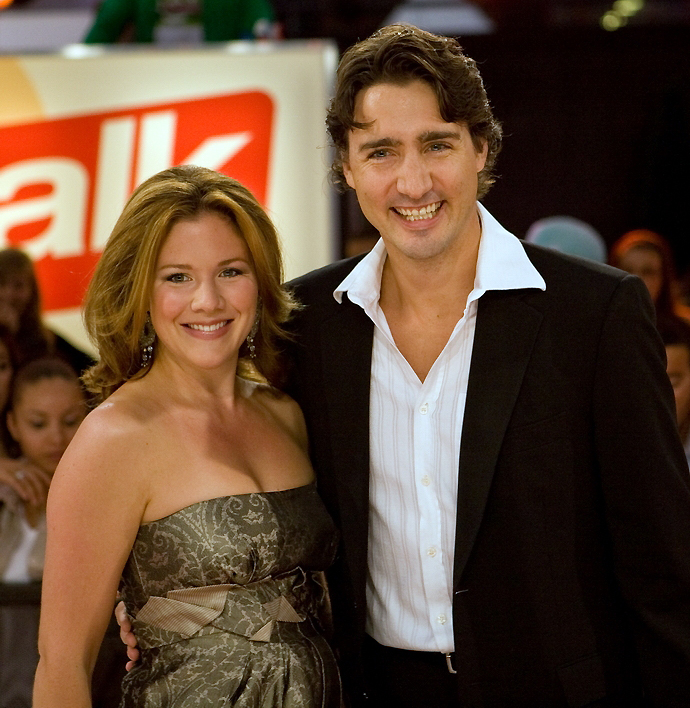
جاستین ترودو و سوفی گرگوار، سال ۲۰۰۸

جاستین ترودو در سال ۲۰۰۵ با سوفی گرگوار مجری تلویزیون در مونترال ازدواج کرد.سوفی در دوران کودکی، همکلاس مایکل کوچک‌ترین برادر جاستین بود. آن‌ها در سال ۲۰۰۳ به واسطهٔ فعالیت در امور خیریه مجدداً با یکدیگر در ارتباط قرار گرفتند و پس از مدتی رفت‌وآمد در اکتبر ۲۰۰۴ با یکدیگر نامزد شده و در مه ۲۰۰۵ ازدواج کردند.
آنها دارای ۲ فرزند پسر به نام زاویر جیمز و آدرین و ۱ فرزند دختر به نام الا-گریس مارگارت هستند.
روز چهارشنبه ۲ اوت ۲۰۲۳ پس از ۱۸ سال زندگی مشترک از یکدیگر جدا شده‌اند. این دو در اینستاگرام خود نوشتند که پس از «مکالمه‌های پرمعنا و دشوار» این تصمیم را گرفته‌اند. همچنین نوشتند که «مانند همیشه، ما یک خانواده صمیمی با عشق و احترام عمیق به یکدیگر و برای آنچه ساخته‌ایم و خواهیم ساخت، باقی می‌مانیم.»

## سیاست

### نمایندگی
اگر چه جاستین ترودو از جوانی کمابیش فعالیت‌های سیاسی داشت و در انتخابات فدرال ۱۹۸۸ از جان ترنر حمایت کرده بود اما فعالیت‌های سیاسیش پس از سال ۲۰۰۰ جدی‌تر شد و به تدریج افزایش یافت. در سال ۲۰۰۶ و پس از شکست لیبرال‌ها در انتخابات فدرال به عنوان رئیس کارگروه نوسازی جوانان حزب منصوب شد و در نهایت در سال ۲۰۰۷ به عنوان نماینده حزب لیبرال جهت شرکت در انتخابات از حوزه انتخابیه پپینو انتخاب شد. انتخابات فدرالی که وی در اکتبر سال ۲۰۰۸ توانست نماینده حزب بلوک کبکوا را شکست دهد و به عنوان نماینده وارد مجلس عوام کانادا شود. در این انتخابات اگر چه لیبرال‌ها شکست سختی خورده و محافظه‌کاران به قدرت رسیدند، اما آغاز راهی برای ترودوی جوان بود.

### رهبر حزب
پس از اعلام عدم تمایل باب ری برای رهبری حزب لیبرال، جاستین ترودو با انبوهی از درخواست‌ها برای پذیرش شرکت در انتخابات رهبری حزب مواجه شد. در اکتبر ۲۰۱۲ ترودو شرکت خود را در انتخاب رهبری حزب اعلام کرد و در نهایت در ۱۴ آوریل ۲۰۱۳ با اختصاص نزدیک یه ۸۰ درصد آرا به خود به عنوان رهبر حزب لیبرال کانادا انتخاب شد.

### کناره‌گیری
ترودو در روز دوشنبه ۱۷ دی در یک نشست خبری در اوتاوا، اعلام کرد که از رهبری حزب لیبرال و نخست‌وزیری کانادا کناره‌گیری می‌کند و صرفاً به صورت موقت و تا انتخاب رهبر جدید حزب لیبرال به کارش ادامه خواهد داد. از ۹ مارس ۲۰۲۵ مارک کارنی به عنوان رهبر جدید حزب لیبرال انتخاب شد و از ۱۴ مارس ۲۰۲۵ به عنوان نخست‌وزیر جدید کانادا انتخاب شد. و تصدی ترودو به اتمام رسید.

## مواضع

### ایران
جاستین ترودو در زمان تبلیغات برای انتخابات اعلام کرد در صورت پیروزی به دنبال عادی‌سازی روابط دیپلماتیک با ایران خواهد بود. اتفاقی که علی‌رغم پیروزی حزب وی محقق نشد.

### ماری جوانا
جاستین ترودو از موافقان قانونی کردن مصرف ماری‌جوانا است. وی معتقد است که خرید و مصرف ماری جوانا باید قانونمند و تحت کنترل و بر آن باید مالیات وضع شود.

## پرونده اس‌ان‌سی-لاوالین
در فوریه ۲۰۱۹، نشریه گلوب اند میل در گزارشی مدعی شد «دفتر نخست‌وزیری برای دخالت در یک پرونده قضایی تلاش غیرقانونی کرده است.»؛ بدین صورت که با تحت فشار قرار دادن جودی ویلسون ریبولد، دادستان کل وقت کانادا، پرونده مربوط به فساد شرکت اس‌ان‌سی-لاوالین از مسیر خود منحرف کند. جودی ویلسون ریبولد مدعی است که گفتگوهای او با کابینه ترودو شامل «تهدیدهای پنهانی» از سمت دفتر نخست‌وزیر بوده است. اندرو شیر، رهبر حزب محافظه کار خواستار استعفای ترودو شد.